# Moiré des luzules
Pour les articles homonymes, voir Moiré.
Erebia oeme
Espèce
Statut de conservation UICN

 LC  : Préoccupation mineure
Le Moiré des luzules (Erebia oeme) est un lépidoptère (papillon) appartenant à la famille des Nymphalidae, à la sous-famille des Satyrinae et au genre Erebia.

## Dénomination
Erebia oeme a été nommé par Jakob Hübner en 1804.
Synonymes : Papilio oeme Hübner, [1803-1804]; Erebia lugens Staudinger, 1901 ; Erebia spodia Staudinger, 1871,.

### Noms vernaculaires
Le Moiré des luzules se nomme Bright-eyed Ringlet en anglais et Doppelaugen Mohrenfalter en allemand.

## Description
Le Moiré des luzules est un petit papillon marron orné d'une bande postmédiane de taches orange centrées chacune d'un ocelle, noir pupillé de blanc pour les deux situés à l'apex des antérieures et certains de ceux des postérieures, aveugles et même absents pour les autres.
Le revers est identique avec les deux ocelles de l'apex et la ligne des taches orange centrées d'un ocelle pupillé de blanc bien marqués.

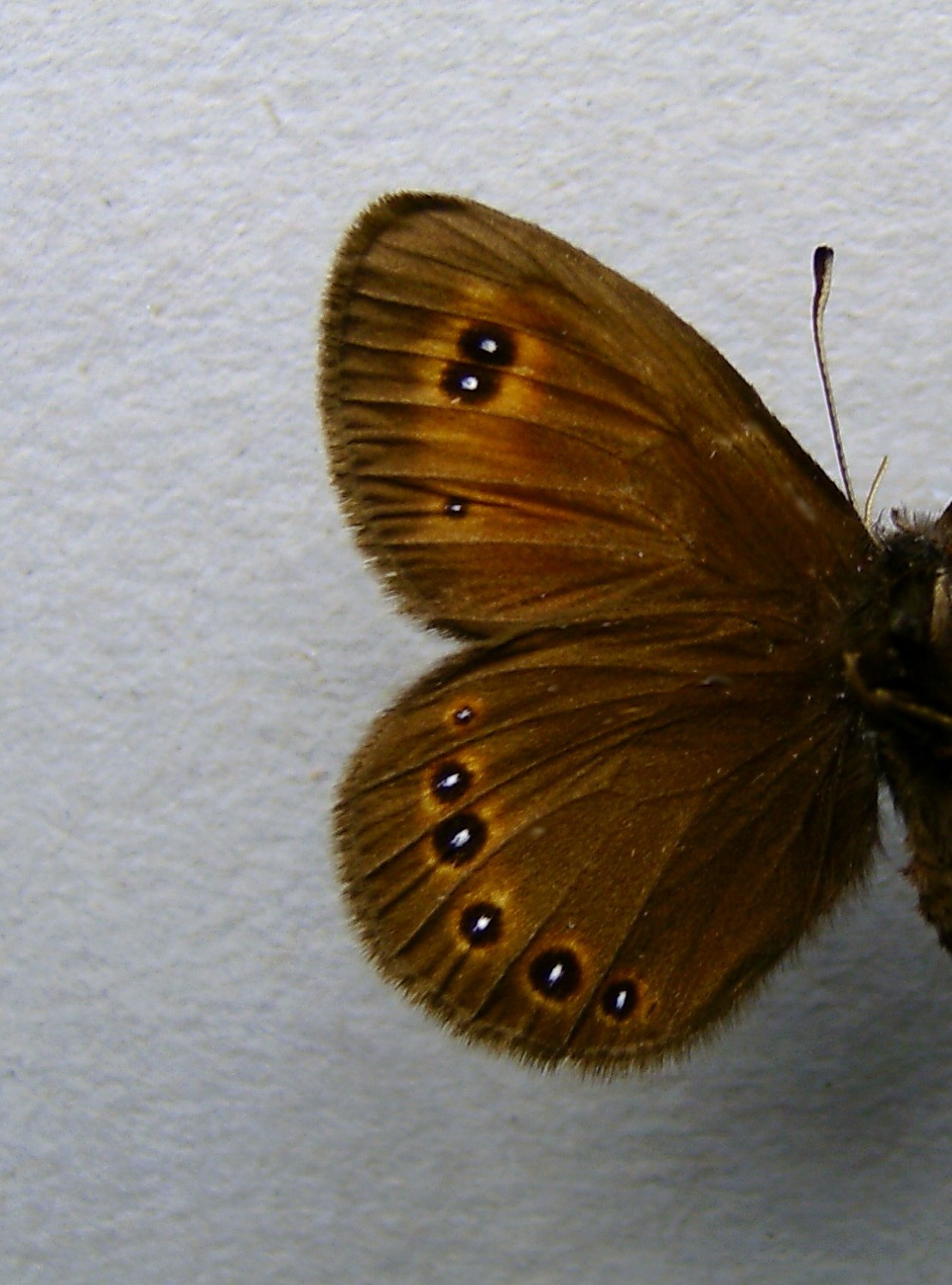
revers

## Biologie

### Période de vol et hivernation
Il vole de mi-juin à mi-août en une seule génération.

### Plantes hôtes
Les plantes hôtes des chenilles sont diverses, Poa alpina, Poa nemoralis, Poa pratensis, Festuca rubra, Carex flacca, Carex sempervirens et Luzula,.

## Écologie et distribution
Il est présent dans le sud de l'Europe sous forme de petits isolats, en Espagne, en Andorre, en France, et dans les Alpes en Suisse, Allemagne, Autriche, Italie, Slovénie, Croatie, Grèce et Bulgarie,.
En France métropolitaine il est présent dans les Pyrénées, le Massif Central, le Jura et le nord des Alpes. Suivant d'autres sources il n'est plus présent que dans le Puy-de-Dôme, le Jura, le  Doubs et les Alpes-de-Haute-Provence.

### Biotope
Il réside dans des tourbières et des prairies humides.

### Protection
Pas de statut de protection particulier. Mais il est considéré comme vulnérable en Bulgarie et son inscription au red data book est demandée. En Allemagne il est inscrit vulnérable.